# Svend Junge
Svend Junge Pedersen (* 22. Mai 1930 in Ørnhøj; † 21. Februar 2007 in Nuuk) war ein dänischer Unternehmer, Philanthrop und Kommunalpolitiker.

## Leben

### Frühes Leben
Svend Junge war der Sohn des Bäckermeisters Daniel Junge Pedersen († 1967) und seiner Frau Martha Nissen († 1988). Er schloss 1948 eine Ausbildung als Zimmermann ab und 1952 als Korkbodenleger. Anschließend lebte er in Afrika und Südfrankreich. 1957 kehrte er nach Dänemark zurück und arbeitete dort zwei Jahre als Bodenleger, bevor er nach Grönland zog. Er sollte eigentlich mit der neuen Hans Hedtoft auf ihrer dritten Fahrt nach Grönland fahren, aber das Schiff sank auf seiner ersten Reise. Stattdessen fuhr er mit einem anderen Schiff, das die erste Fahrt nach Grönland nach dem größten Schiffsunglück der dänischen und grönländischen Geschichte machte.

### Karriere in der Baubranche und ähnlichem
Er arbeitete anfangs als Zimmermann in Ilulissat und sollte eigentlich nach Dänemark zurückkehren. Kurz vor der Rückweise kam es zu einem Brand am Dronning Ingrids Hospital in Nuuk, wobei während der Löscharbeiten der Boden des Krankenhauses stark beschädigt wurde. Da Svend Junge hierfür Experte war, wurde er nach Nuuk gerufen. Im Krankenhaus traf er die dortige Kantinenmitarbeiterin Helene Dalager (1933–2018). Beide wurden ein Paar und er beschloss in Nuuk zu bleiben. 1960 wollte er ein Bauprojekt in Qeqertarsuatsiaat leiten, aber da man damals zwei Jahre in Grönland gelebt haben musste, bevor man ein Unternehmen gründen durfte, musste Helene Dalager die Bewerbung unterschreiben und erhielt den Auftrag. 1963 errichtete er die erste Dampfwäscherei Grönlands in Nuuk. Ab 1965 sorgte er für die Instandhaltung des Heliports in Nuuk.
Am 22. Mai 1965 heiratete er Helene Dalager. Er hatte zwei Kinder aus seiner ersten Ehe, zwei uneheliche Kinder und vier Kinder mit seiner zweiten Frau, von denen zwei Töchter von alkoholisierten Autofahrern getötet wurden. Helene Dalager brachte zudem vier weitere Kinder in die Ehe.
Er gründete zahlreiche weitere Unternehmen in Nuuk wie Godthåb Transportservice, Nuuk Bybusser, Godthåb Olieservice und Gosthåbs Turistservice. Von 1986 bis 1996 war er Inhaber von Jydsk Sengetøjslager in Nuuk und Nuuk Boligmontering. Er finanzierte den Hangar des Flughafens in Nuuk 1988/89, um die Fluggesellschaft Nuna Air zu gründen. Als Bauunternehmer erhielt er unter anderem Aufträge für Abrisse von Gebäuden in Narsarsuaq, die Teil der dortigen US-amerikanischen Militärbasis gewesen waren. Er kaufte ein Gebäude für 10.000 kr. und verkaufte die Materialien für das Hundertfache.

### Karriere in der Tourismusbranche
Svend Junge eröffnete zudem ein Restaurant in Kapisillit, wobei er jedoch mit Widerstand bei der Lokalbevölkerung zu kämpfen hatte, weswegen er sich 1974 von dort zurückzog. Er hatte zu diesem Zeitpunkt bereits auch ein Restaurant im verlassenen Dorf Kangeq errichtet. Dieses brannte jedoch 1976 vollständig ab, wobei eine Gruppe Kinder, die sich im Obergeschoss befanden, über eine Leiter gerettet werden konnten. Von 1986 bis 1996 war er Inhaber des Restaurants Perlen im Nuuker Stadtteil Nuussuaq. Anfang der 1990er Jahre kaufte er das Hotel Hvide Falk in Ilulissat. Er hatte das Hotel zum Verkauf angeboten bekommen und hierfür zu einem Aufenthalt eingeladen worden. Nachdem er den Kauf abgelehnt hatte, erhielt er eine Rechnung für den Aufenthalt, obwohl ihm zuvor versprochen worden war, dass dieser gratis wäre. Anstatt die Rechnung zu bezahlen, kaufte er stattdessen doch das Hotel. Anschließend kaufte er auch ein Hotel in Maniitsoq. 1996 kaufte er das Hotel Hans Egede in Nuuk, das größte Hotel des Landes, mitsamt dem angrenzenden Hotel Grønland und 2000 errichtete er das Hotel Nuuk.

### Weitere Aktivitäten
1963 war er Mitgründer der grönländischen Arbeitgebervereinigung, für die er bis 1965 im Vorstand saß, wonach er Mitglied im Lokalvorstand in Nuuk blieb. 1964/65 war er Mitgründer der Bootsvereinigung in Nuuk, 1966 der Tourismusvereinigung in Nuuk und 1977 der Zentrumsvereinigung der Stadt.
1991 war er Mitgründer der Akulliit Partiiat und saß im Parteivorstand. Bereits von 1973 bis 1981 war er Mitglied des Rats der Gemeinde Nuuk gewesen.

### Auszeichnungen, Philanthropismus und Tod
1989 wurde er zum Ehrenbürger in Nuuk ernannt. 1998 erhielt er den Nersornaat in Silber und 2006 den in Gold, allerdings taucht er auf der offiziellen Liste der Träger des Nersornaat nicht auf.
Svend Junge war ein begeisterter Kunstsammler und besaß beispielsweise die größte Briefmarkensammlung Grönlands. Er war ein großer Anhänger der Kunst von Emanuel A. Petersen und sammelte vor allem dessen Werke. In seinen späteren Jahren spendete er unter anderem einen CT-Scanner für das Dronning Ingrids Hospital für sieben Millionen Dänische Kronen. Daneben vermachte er seine Kunstsammlung dem eigens hierfür gegründeten Nuuk-Kunstmuseum. Er starb 2007 im Alter von 76 Jahren nach langer schwerer Krankheit. Sein Vermögen wurde nach seinem Tod in den Helene og Svend Junges Fond umgewandelt, der kulturelle und soziale Projekte zugunsten von Kindern, Jugendlichen und Senioren im Distrikt Nuuk fördert.